# Vasil Korol
Vasil Korol (15. prosince 1922 Lachovec (Liskovec) nebo Volové, Podkarpatská Rus – 14. února 2015 Praha) byl válečný veterán, nositel nejvyššího státního vyznamenání České republiky, Řádu Bílého lva.

## Život
Jeho rodiče byli řeckokatolické víry a vlastnili menší hospodářství. Byl nejstarší z pěti dětí a získal základní vzdělání. Když mu bylo 12 let, matka zemřela na zápal plic. Otec odešel pracovat na Slovensko a on sám se staral o celé hospodářství.
V roce 1938 připadla část Podkarpatské Rusi Maďarsku a poté, co byla v roce 1939 zbývající část Podkarpatské Rusi Maďarskem okupována, se v říjnu 1939 pokusil utéct přes Maďarsko do Sovětského svazu. Po přechodu státní hranice u Jelenkovatého byl spolu s dalšími uprchlíky zadržen sovětskými pohraničníky a následně převezen do Stryje a odsouzen ke třem letům vězení v nápravněpracovních táborech na Sibiři za nelegální překročení státní hranice. Byl převezen vlakem do Archangelska a odtamtud parníkem po řece Pečora na stavbu železnice do Vorkuty.
V gulagu na Vorkutě pracoval na stavbě do roku 1943, kdy byl propuštěn a vstoupil do československé zahraniční armády v Buzuluku. Po krátkém dělostřeleckém výcviku se zúčastnil Žytomyrsko-berdyčevské operace – bitev u Kyjeva, kde se stal velitelem děla, a dále u Rudy a Bílé Cerkve. Během následné Korsuň-ševčenkovské operace bojoval u Žaškova, u Ostrožan a na dalších místech. Během Karpatsko-dukelské operace přišel 15. září 1944 o ruku, z čehož se pět měsíců zotavoval v invalidovně poblíž Moskvy, poté v Tatranské Lomnici a posléze v Malé Chuchli, Bohosudově a Poděbradech.
Po ukončení léčby byl ponechán v činné službě a pracoval jako správce vojenských budov. Začátkem roku 1949 byl povýšen do hodnosti podporučíka, ale současně byl také uznán plným válečným invalidou a propuštěn z činné služby. Byla mu přidělena trafika v Holešovicích, o kterou ale v roce 1950 zase přišel. Poté až do odchodu do důchodu pracoval jako vedoucí prodejny na Smíchově. Od roku 2002 žil v Domově péče o válečné veterány v Ústřední vojenské nemocnici v Praze. Byl aktivním členem Československé obce legionářské.
Obdržel řadu válečných vyznamenání, mimo jiné dva Československé válečné kříže, Řád rudé hvězdy, medaili Za zásluhy, medaili Za chrabrost. Dne 28. října 2012 mu byl při příležitosti 94. výročí založení republiky propůjčen prezidentem Václavem Klausem Řád Bílého lva vojenské skupiny IV. třídy za mimořádné zásluhy o obranu a bezpečnost státu a vynikající bojovou činnost.